# Емільяно-романьйольська Вікіпедія
Емільяно-романьйольська Вікіпедія (еміл. Wikipedia) — розділ Вікіпедії емільяно-романьйольською мовою. Створена у 2006 році. Емільяно-романьйольська Вікіпедія станом на 27 березня 2025 року містить 13 092 статті, 28 296 зареєстрованих користувачів, 35 активних дописувачів, 3 адміністраторів
. Загальна кількість сторінок в емільяно-романьйольській Вікіпедії — 35 438, редагувань — 157 919, завантажених файлів — 2745
. Глибина (рівень розвитку мовного розділу) емільяно-романьйольської Вікіпедії мала і становить 13 пунктів
. 

## Історія
- Листопад 2006 — створена 100-та стаття[3].
- Липень 2010 — створена 1 000-на стаття[3].
- Жовтень 2015 — створена 5 000-на стаття[4].